# Krchleby (okres Kutná Hora)
Obec Krchleby (německy Kirchleins) se nachází asi 4 km jihozápadně od města Čáslavi v okrese Kutná Hora ve Středočeském kraji. Žije zde 414 obyvatel. Západně od obce protéká řeka Klejnárka.

## Části obce
- Krchleby
- Chedrbí

V letech 1960–1990 k obci patřily i Močovice a Vodranty a od 1. ledna 1980 do 23. listopadu 1990 také Souňov a Třebonín.

## Historie
První písemná zmínka o obci pochází z roku 1257.

### Územněsprávní začlenění
Dějiny územněsprávního začleňování zahrnují období od roku 1850 do současnosti. V chronologickém přehledu je uvedena územně administrativní příslušnost obce v roce, kdy ke změně došlo:
- do 1849 země česká, kraj Čáslav
- 1850 země česká, kraj Pardubice, politický okres Kutná Hora, soudní okres Čáslav[5]
- 1855 země česká, kraj Čáslav, soudní okres Čáslav
- 1868 země česká, politický i soudní okres Čáslav
- 1939 země česká, Oberlandrat Kolín, politický i soudní okres Čáslav[6]
- 1942 země česká, Oberlandrat Praha, politický i soudní okres Čáslav[7]
- 1945 země česká, správní i soudní okres Čáslav[8]
- 1949 Pardubický kraj, okres Čáslav[9]
- 1960 Středočeský kraj, okres Kutná Hora
- 2003 Středočeský kraj, obec s rozšířenou působností Čáslav

### Rok 1932
V obci Krchleby (500 obyvatel, katol. kostel) byly v roce 1932 evidovány tyto živnosti a obchody: holič, 2 hostince, kovář, krejčí, mlýn, obuvník, pekař, 3 obchody se smíšeným zbožím, starý materiál, 2 trafiky, 3 truhláři, velkostatek.

## Pamětihodnosti
- Kostel svatého Václava
- Výklenková kaplička Panny Marie u křižovatky
- Socha svatého Jana Nepomuckého mezi rybníkem a školou
- Fara
- Socha svatého Františka v remízku u jihozápadního okraje vesnice
- Krchlebská Dubina

## Doprava
Dopravní síť
- Pozemní komunikace – Obcí prochází silnice II/339 Ledeč n.S. – Červené Janovice – Krchleby – Čáslav.

- Železnice – Železniční trať ani stanice na území obce nejsou.

Veřejná doprava 2011
- Autobusová doprava – V obci měly zastávky příměstské autobusové linky Čáslav-Zbýšov,Damírov (v pracovní dny 4 spoje) a Čáslav-Zruč nad Sázavou (v pracovní dny 4 spoje) (dopravce Veolia Transport Východní Čechy, a. s.). O víkendu byla obec bez dopravní obsluhy.

## Galerie

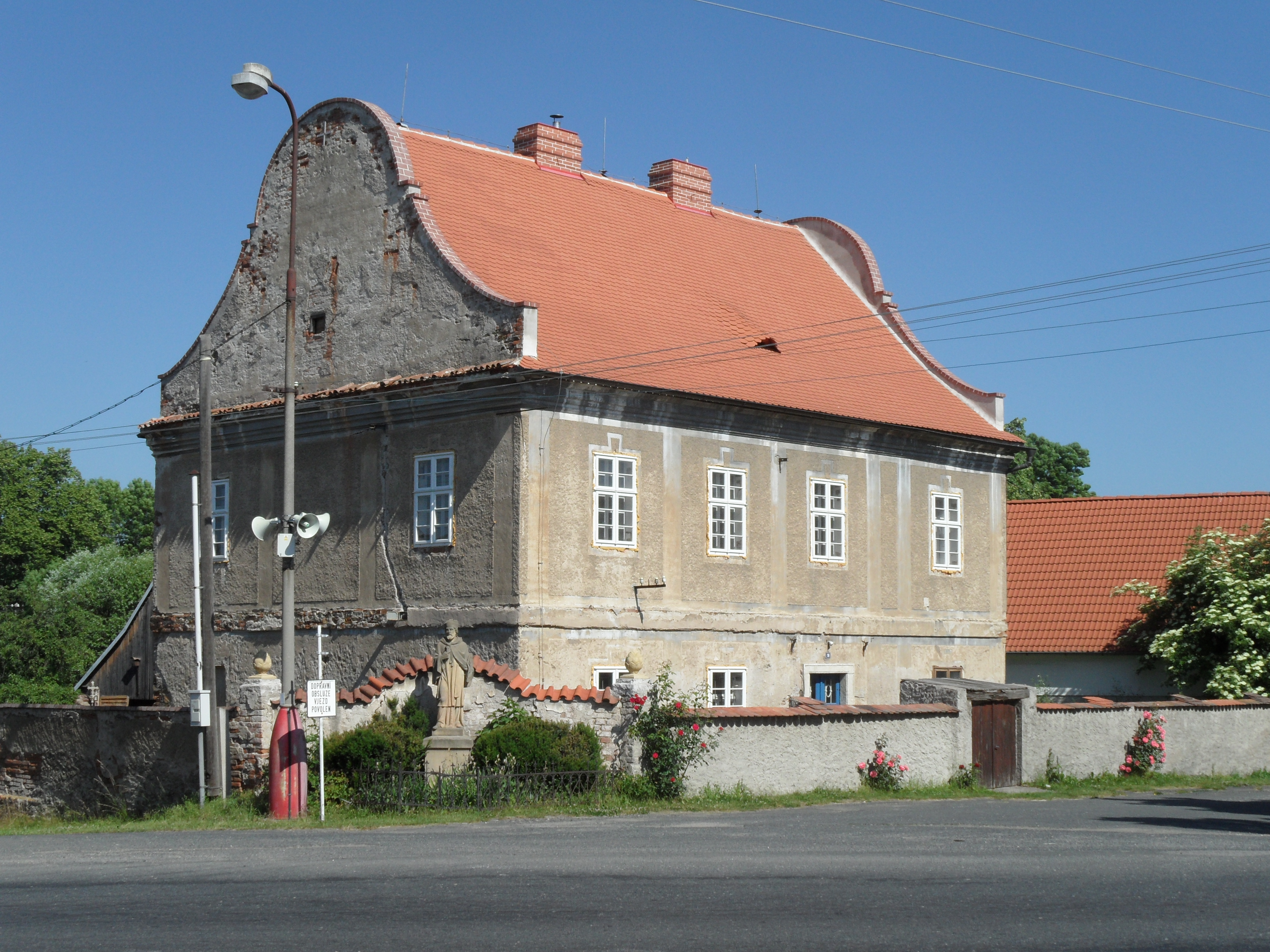
Fara: celkový pohled
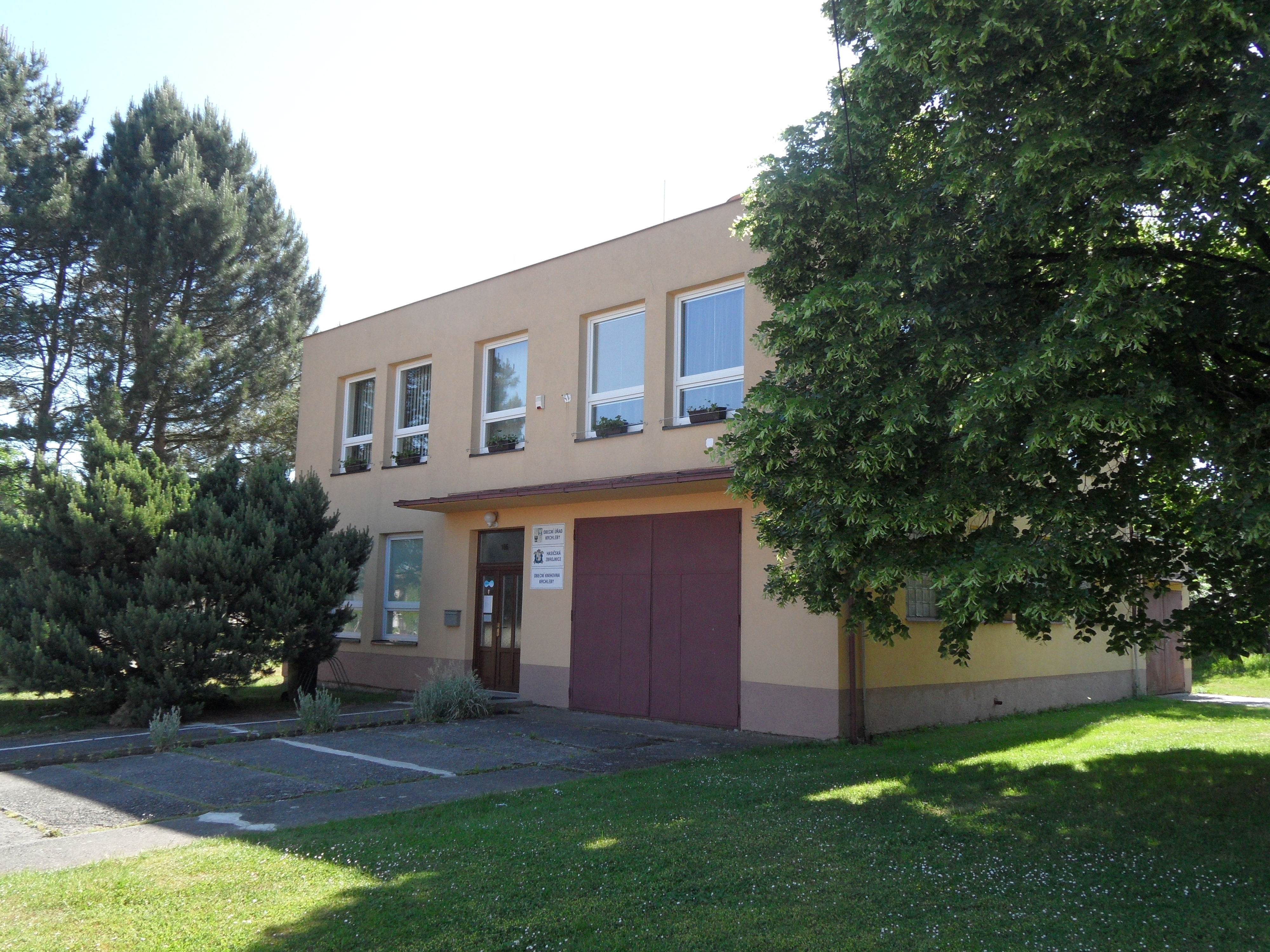
Obecní úřad, hasičská zbrojnice a knihovna
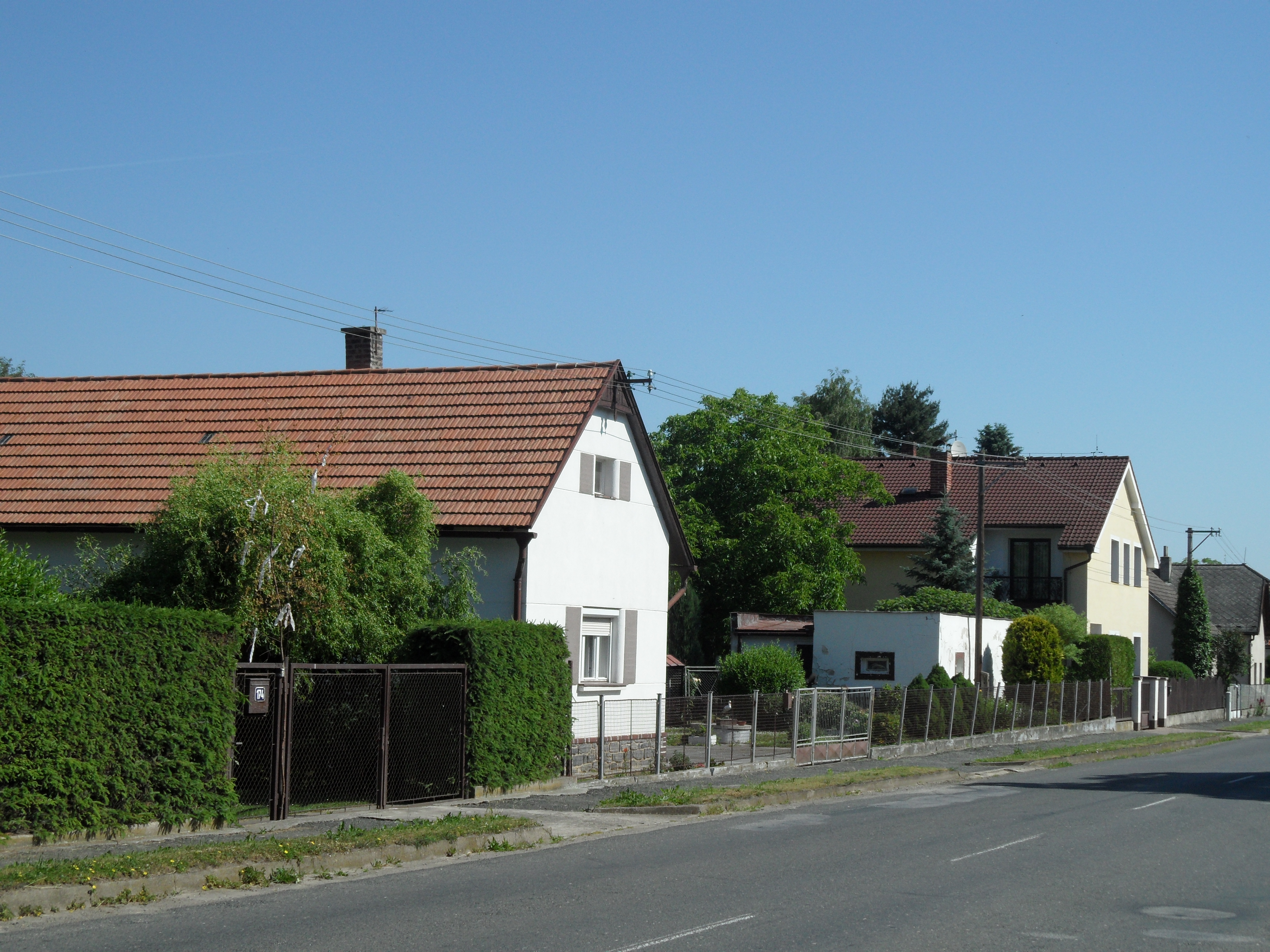
Domy u silnice
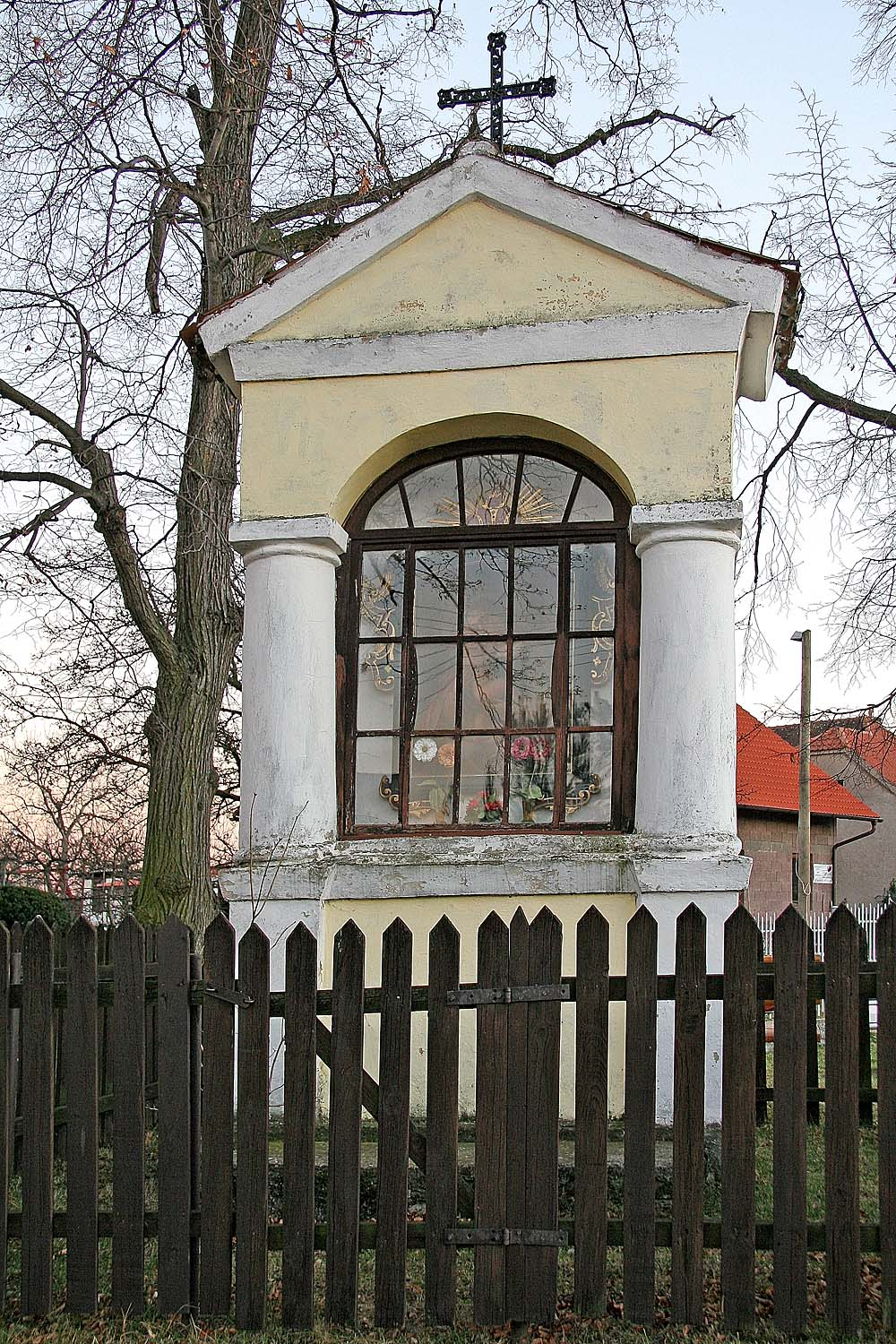
Výklenková kaple Panny Marie
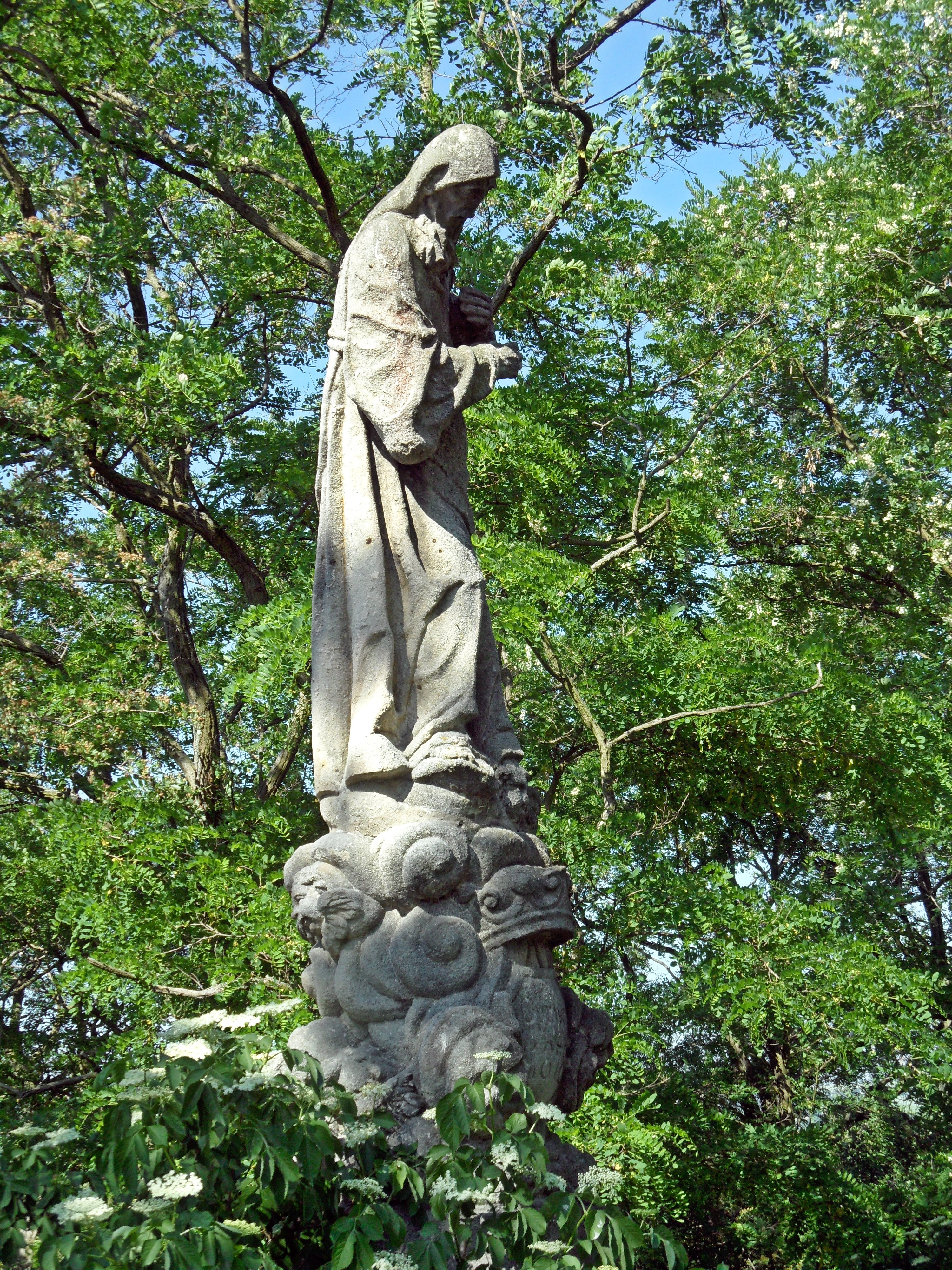
Socha svatého Františka
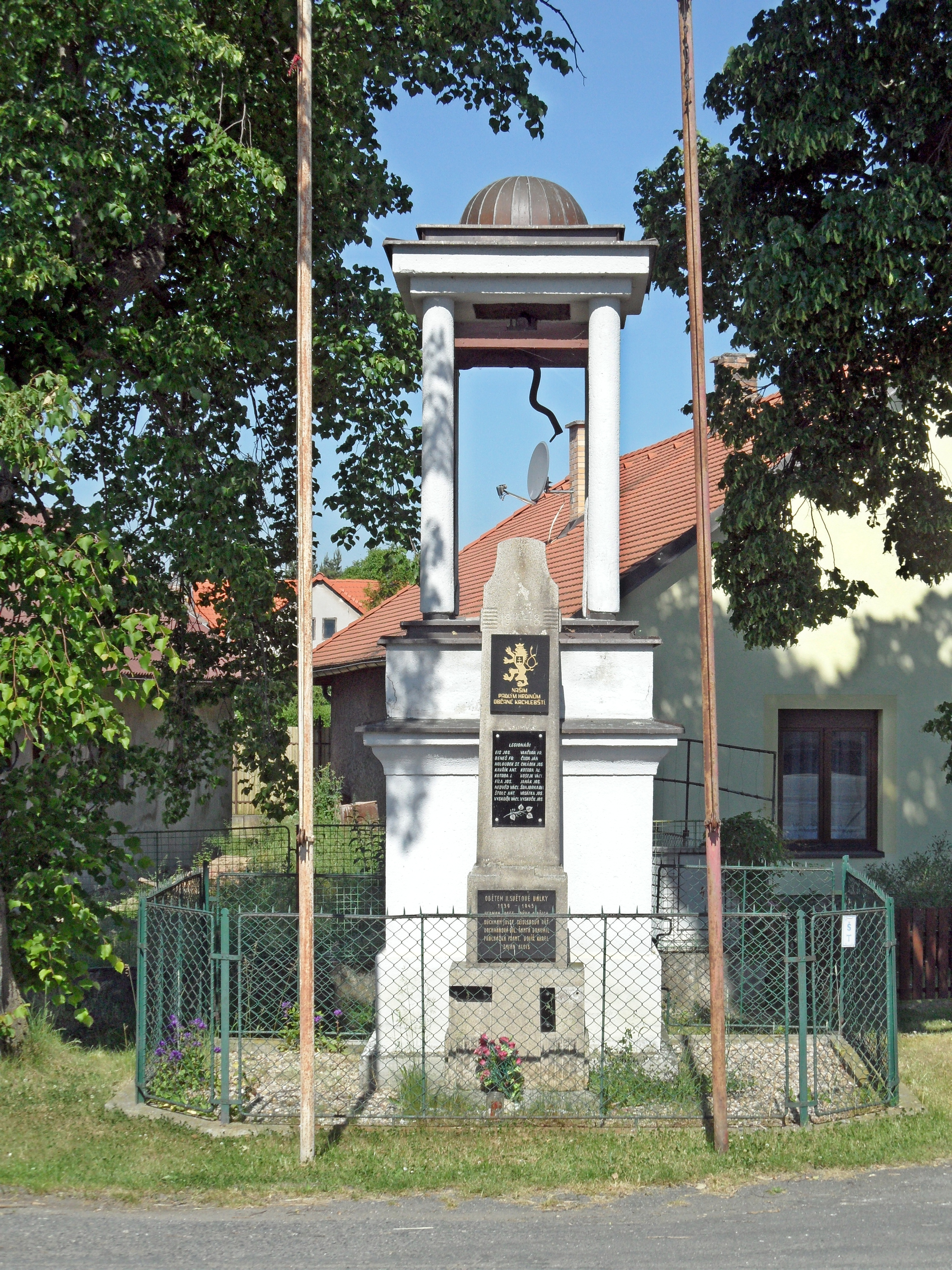
Památník obětem 1. světové války a legionářům